# 下瀬頼直
下瀬 頼直（しもせ よりなお）は、安土桃山時代から江戸時代前期にかけての武将。下瀬氏8代当主。吉見氏、毛利氏の家臣。周防国下松藩士。

## 生涯
下瀬氏は石見国の国人・吉見氏の庶流。
永禄10年（1567年）、石見下瀬山城主・下瀬頼定の嫡男として誕生。父・頼定や祖父・頼郷同様に武勇に優れていた。
文禄元年（1592年）から始まる文禄の役では、吉見元頼に従って毛利元康の軍に属し朝鮮へ渡った。この時頼直は元頼の命によって『吉見家朝鮮陣日記』という陣中日記を書き残している。日記は文禄元年3月8日に津和野を出発するところから始まり、萩や山口を経由して4月13日に肥前国名護屋に到着。4月18日には呼子浦を出港し、壱岐国・対馬国を経て、5月3日に釜山へ上陸。上陸以降、朝鮮半島各地を転戦し、文禄2年（1593年）4月7日に漢城で釜山への退陣命令を受けるまでが記述されている。
慶長2年（1597年）から始まる慶長の役では、元頼の弟・吉見広行（後の広長）に従って朝鮮へ渡海した。同年8月16日の黄石山城の戦いにおいて、吉見広行が従者と引き離されて単騎で敵中に包囲されてしまう。広行が敵に包囲された事を発見した頼直は広行の救援に駆けつけ、敵勢を追い払って虎口を脱した。その上、広行に助太刀して騎馬武者1騎を広行に討ち取らせた。そして証拠として轡を添えてその日の首帳に記録させ、首実検に供した。若年の広行が挙げたこの首級がその日の一番首となり、加藤清正にも大いに賞賛され、面目を施す事となった。広行は、この武功はひとえに頼直の武功であるとして、証拠とした轡を頼直に与えた。また、頼直の忠節に謝するために翌17日の夜に頼直の陣を訪ねたが、数人が群居していたため、頼直の忠節は生涯忘れないという旨の自筆の礼状を18日に頼直に送っている。
慶長5年（1600年）の関ヶ原の戦い後に毛利氏が周防国・長門国2か国に減封されると、吉見氏も津和野を離れて萩へ移ることとなった。下瀬氏も吉見氏同様に萩へ移る事となり、頑なに下瀬を離れようとしなかった父・頼定を残して、萩へ移り住んだ。
しかし、吉見広長（広行）は独立大名化や他大名への仕官を図って慶長9年（1604年）から元和3年（1617年）まで毛利氏を出奔した後に帰参したが、元和4年（1618年）8月25日に輝元の命を受けた清水元親らによって追討を受けて自刃した。これによって石見吉見氏の直系は滅亡した。これらの騒動に関連しているかは不明であるが、萩に移った後に頼直は毛利氏を離れて牢人となっている。
元和9年（1623年）、下松藩主・毛利就隆に招かれ仕官した。頼直には周防都濃郡野上村・大藤谷村・温見村の3か村で200石を与えられ、同年6月3日に福間元道と三戸勝右衛門連判の打渡坪付帳2冊を与えられた。
寛永2年（1625年）7月1日、毛利就隆から「隆」の偏諱と加賀守の受領名を与えられた。しかし頼直は、吉見氏の重臣時代に「頼直」と名乗って以来、頼直という名は慶長の役などで知られた名であることから、以後も頼直と名乗り続けたいとして「隆」の偏諱を断った。就隆も余儀ない事として頼直の意思を尊重したため、以後の頼直は死去するまで「下瀬加賀守頼直」と名乗り続けた。
寛永19年（1642年）7月13日に76歳で死去。長男の頼常は早世していたため、次男の隆直が後を継いだ。